# Saint-Pierre-Toirac
Saint-Pierre-Toirac är en kommun i departementet Lot i regionen Occitanien i södra Frankrike. Kommunen ligger i kantonen Cajarc som tillhör arrondissementet Figeac. År 2022 hade Saint-Pierre-Toirac 164 invånare.

## Befolkningsutveckling
Antalet invånare i kommunen Saint-Pierre-Toirac
| Referens: INSEE |